# Rolaspis whitehilli
Rolaspis whitehilli är en insektsart som först beskrevs av Hall 1946.  Rolaspis whitehilli ingår i släktet Rolaspis och familjen pansarsköldlöss. Inga underarter finns listade i Catalogue of Life.